# Edifici Cambra de la Propietat
L'Edifici Cambra de la Propietat o Casa Messeguer és un edifici al Barri Vell de Girona inclosa en l'Inventari del Patrimoni Arquitectònic de Catalunya.

## Arquitectura
Edifici de planta rectangular en cantonada i amb pati a la part posterior. Presenta planta baixa i dues plantes pis desenvolupades a l'entorn d'un pati interior al que s'accedeix des de la planta baixa pel vestíbul de la porta principal.
Les façanes exteriors es formalitzen en obertures d'estructura vertical, balcó corregut al primer pis i balcons individuals a la planta superior. Aquests presenten baranes de ferro colat i llosana de pedra motllurada. Els paraments verticals són acabats amb un esgrafiat realitzat en la darrera rehabilitació, amb pedra de Girona marcant juntes horitzontals a nivell de planta baixa. La façana és rematada amb una cornisa perimetral i mènsules ornamentals. La coberta és de teula àrab.

## Història
L'edifici ocupa una cantonada del carrer Ciutadans, consolidat a partir del segle xv, quan hi construïren nombrosos casals nobles, després d'haver quedat inclosa aquesta zona dins les muralles medievals de la ciutat. La casa Messeguer, actual Cambra de la Propietat, presenta encara avui restes d'estructures romàniques, com una columna i capitell destinats a suportar una doble arcada de la qual encara queden restes a un costat.
A finals del segle xix l'edifici fou totalment transformat en les estructures exteriors, configurat les actuals façanes. En aquell moment, segons J. Marquès, s'enderrocà la façana del carrer dels Ciutadans, que presentava una porta amb dovelles, que fou aprofitada com a material de construcció a la façana lateral.